# اسوافهام
latitudeاسوافهامlongitudeاسوافهام
اسوافهام (به انگلیسی: Swaffham) یک منطقهٔ مسکونی در انگلستان است که در شرق انگلستان واقع شده‌است.

## خصوصیات
اسوافهام ۲۹٫۵۷ کیلومترمربع مساحت و ۶٬۹۳۵ نفر جمعیت دارد.